# 대어족
대어족(大語族, 영어: macrofamily)는 합의된 어족(고립된 언어 포함)들을 더 큰 규모의 분류로 묶는 가설적 관계를 말한다. 이 용어는 드물게 아프리카아시아어족과 같이 매우 오래되고 방대하고 다양성이 높은 언어 계통을 묘사하는 데도 쓰였다.

## 거시 비교언어학
대어족을 특징으로 하는 언어학 이론은 간혹 거시 비교언어학(Макрокомпаративистика)이라는 이름으로 묘사된다. 언어학자 에드워드 바이다(Edward Vajda)는 오늘날 비교언어학계가 크게 언어의 계통 성립에 극도로 설득력 있는 증거를 요구하는 학자들과 극명한 증거 없이도 소수의 계통 안에 언어들을 분류하는 학자들로 나뉜다고 말하며 이들을 각각 "splitters"(분할파)와 "lumpers"(통합파)라고 표현하였다. 또한 바이다는 대량 비교의 방법론을 사용하는 조지프 그린버그나 메릿 룰렌 등 학자들과 노스트라트어족 가설로 대표되는 러시아의 모스크바 비교언어학파를 "super lumper"(초통합파)라고 묘사한다. 거시 비교언어학은 오늘날 학계에서 변두리 이론으로 여겨진다.

## 목록
- 동아시아어족
- 보레아어족
  - 노스트라트어족
  - 데네캅카스어족
    - 데네예니세이어족

  - 유라시아어족
- 북캅카스어족
- 아메린드어족
  - 펜우티어족
  - 호카어족
- 우랄알타이어족
  - 알타이어족
- 엘람드라비다어족
- 오스트로어족
  - 오스트로타이어족
- 우랄시베리아어족
  - 우랄유카기르어족
- 인도우랄어족
- 인도태평양어족
- 인류 조어
- 중국우랄어족
- 콩고사하라어족
- 확대 제어족

## 같이 보기
- 어족
  - 어족 목록
- 대량 비교
- 비교언어학
- 스와데시 목록